# Restausteniet
Restausteniet is Austeniet dat zich op kamer temperatuur bevindt maar geen ruimte vindt om uit te zetten doordat deze wordt ingesloten door omliggende Martensiet. Hierdoor is het mogelijk dat Austeniet ook op kamertemperatuur aanwezig is. Om aan te geven dat het hier wel om een andere fase gaat, noemt men deze opgesloten Austeniet, Restausteniet (resterende Austeniet).